# أنتوني أوسوريو
أنتوني أوسوريو (13 أبريل 1994 بتورونتو في كندا - ) هو لاعب كرة قدم كندي في مركز الوسط. لعب مع Toronto FC II ‏.

## وصلات خارجية
- أنتوني أوسوريو على موقع قاعدة بيانات كرة القدم.إي يو (الإنجليزية)
- أنتوني أوسوريو على موقع Soccerway.com (الإنجليزية)